# 科地区巴克维尔
科地区巴克维尔（法語：Bacqueville-en-Caux，法語發音：[bakvil ɑ̃ ko]），或纯音译作巴克维尔昂科，是法国诺曼底大区滨海塞纳省的一个市镇，属于迪耶普区。

## 地理
科地区巴克维尔（49°47'13"N, 0°59'55"E）面积12.19 平方千米，位于法国诺曼底大区滨海塞纳省，迪耶普西南约16千米，D149和D23公路的交界处。
与科地区巴克维尔接壤的市镇（或旧市镇、城区）包括：欧普加尔、贝特勒维尔-圣旺、奥蒙维尔、鲁瓦维尔。
科地区巴克维尔的时区为UTC+01:00、UTC+02:00（夏令时）。

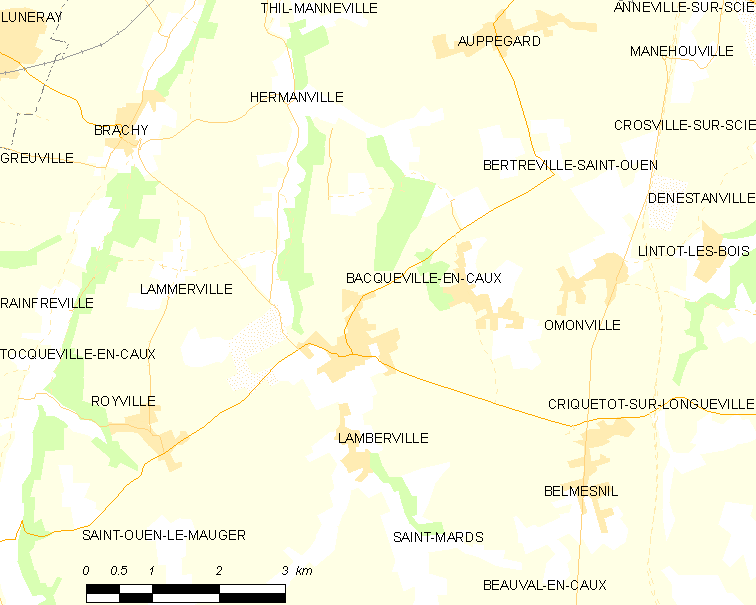
科地区巴克维尔的OSM定位图

## 行政
科地区巴克维尔的邮政编码为76730，INSEE市镇编码为76051。

## 政治
科地区巴克维尔所属的省级选区为吕讷赖县。

## 人口

1962-2008年间科地区巴克维尔人口变化图示

科地区巴克维尔于2022年1月1日时的人口数量为1897人。